# Jorune
Skyrealms of Jorune, est un jeu de rôle de science-fiction et fantastique, publié par en Anglais par Skyrealm Publishing. Trois éditions du jeu ont été éditées du milieu des années 1980 aux années 1990.
L'univers de Jorune est basé sur les « royaumes célestes » (skyrealms), des îles flottantes de terre en lévitation grâce à de mystérieux cristaux.